# Restrepia contorta
Restrepia contorta é uma espécie de orquídea (Orchidaceae) originária dos Andes.